# Lestrigoni

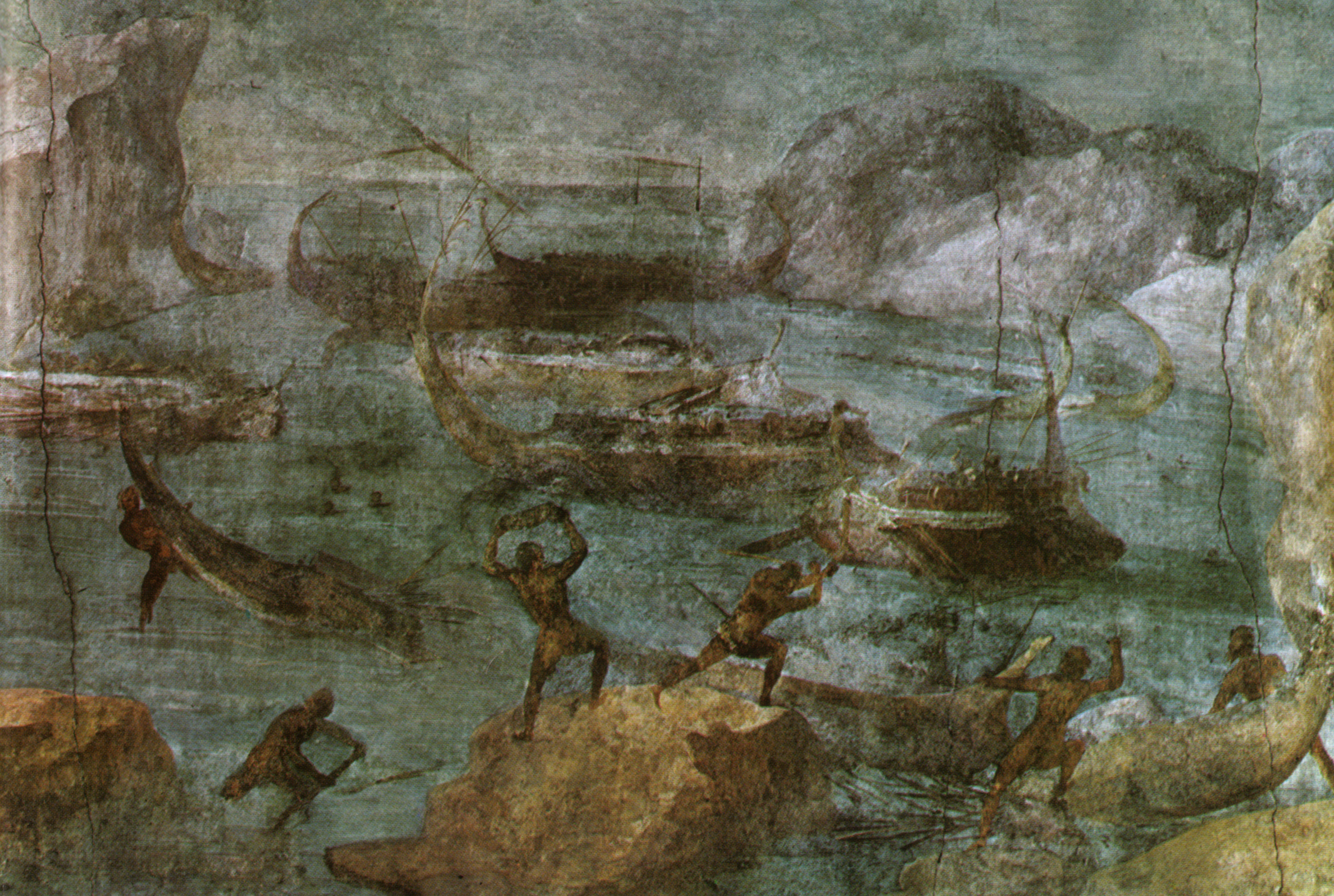
Attacco dei Lestrigoni a Ulisse, scene dell'Odissea dagli affreschi della casa di via Graziosa, Roma (I secolo a.C.)

I Lestrìgoni (in greco antico: Λαιστρυγόνες?) sono un popolo leggendario di giganti antropofagi, che per ordine del loro re, Antifate, distrussero le flotte di Ulisse e uccisero tutti i marinai infilzandoli con enormi spiedi. Si salvò dalla strage solo la nave dell'eroe, rimasta all'ancora fuori dal porto.

## Nell'Odissea
Secondo Omero, nella terra dei Lestrigoni la notte è così breve che il pastore che usciva col gregge al mattino incontrava lungo la strada quello che rientrava con il bestiame la sera.
La loro città è chiamata Lestrigonia, o anche Lamia, da Lamo, suo fondatore.

## Secondo altri autori
Secondo alcuni autori antichi, il nome Lamia derivava invece da quello di una fanciulla libica che Giove, in occasione di una delle sue numerose infedeltà coniugali, aveva rapito e portato sul lido di Formia. L'identificazione dell'attuale Formia quale capitale dei Lestrigoni deriva dalla lettura di alcune fonti classiche come Plinio il Vecchio, che nel I secolo dell'era cristiana, scriveva: Formiae, Hormiae prius dictae olim, sedes antiqua Lestrigonum ("Formia, prima detta, un tempo, Hormiae, fu antica sede dei Lestrigoni").
Secondo Strabone (Geografia), i Campi Flegrei erano la terra dei giganti Lestrigoni, i quali, al comparire della nave di Odisseo, lanciano pietre e fuoco. Le eruzioni flegree, così, vengono mitizzate come grossi macigni lanciati dai mostri (vulcani).